# Топонимия Пензенской области

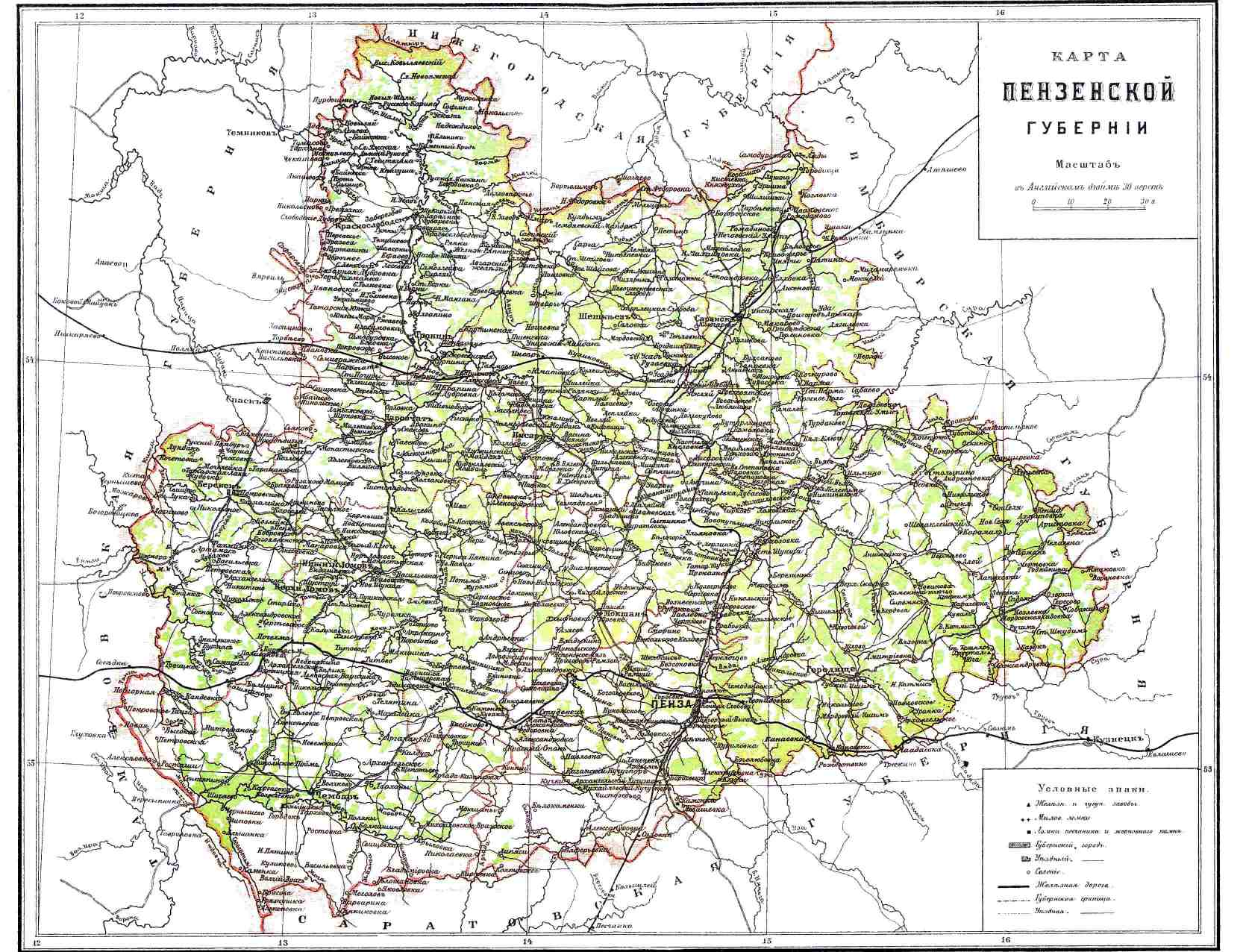
Карта Пензенской губернии из Энциклопедического словаря Брокгауза и Эфрона.

Топонимия Пензенской области — совокупность географических названий, включающая наименования природных и культурных объектов на территории Пензенской области.
В 1719 году была образована Пензенская провинция в составе Казанской губернии. 15 сентября 1780 года образована Пензенская губерния, просуществовавшая до 5 марта 1797 года, когда губерния была ликвидирована, а Пенза стала уездным центром Саратовской губернии. 9 сентября 1801 года Пензенская губерния была восстановлена и просуществовала до 1928 года, в 1928 году ликвидирована. Пенза стала центром Пензенского округа Средневолжского края, затем Куйбышевского края, а в 1937 году — районным центром Тамбовской области. 4 февраля 1939 Указом Президиума Верховного Совета СССР Тамбовская область была разделена и образована Пензенская область, существующая до настоящего времени.

## История формирования топонимии
Территория Среднего Поволжья, где расположена область, отличается высоким уровнем лингво-этнической сложности, поэтому топонимия региона представляет совокупность топонимов различного возраста и происхождения. Общее число топонимов и микротопонимов области, по оценкам лингвистов, превышает 1 миллион.
По лингвистическому происхождению в топонимии региона выделяют три основных пласта:
- финно-угорский (со слоями общефинно-угорским, финно-пермским, поволжско-финским и мордовским): Пенза, Исса, Пичилей, Сура, Тютнярь, Шкафт, Шкудим, Яксарка и другие — самый древний пласт, удельный вес финно-угорских топонимов составляет порядка 20 %;
- тюркский — топонимы татарского и чувашского происхождения: Ахуны, Вершаут, Сыромяс, Сулак, Суляевка, Тарханы, Шелдаис и другие), удельный вес этого слоя порядка 2 %;
- славянско-русский — самый молодой и вместе с тем преобладающий (свыше 70 %) пласт: Кузнецк, Каменка, Сосновка, Сосновоборск, Студенец, Сурск, Чемодановка и другие Существует также ряд топонимов, происхождение которых до настоящего времени точно не установлено. Сложившаяся на территории древнего расселения мордвы пестрая по языковому источнику топонимия, очевидно, уже к XIX в. функционировала как единая русская топонимическая система. Нерусские по происхождению топонимы приобрели русские фонетические, словообразовательные и грамматические признаки. Например, финно-угорские по происхождению топонимы Иванырс, Русляй, Верхозим, Липлейка, Пичилейка, Рянза, тюркские Чембар, Илим, Уза, а также «гибридные» (разноязычные) топонимы типа Донгузлей, Сыромяс и т. п., не знавшие ранее грамматического рода, стали осознаваться как слова мужского и женского рода.

## Состав топонимии
По состоянию на 15 декабря 2022 года, в Государственном каталоге географических названий в Пензенской области зарегистрировано 3785 названий географических объектов, в том числе 1409 названий населённых пунктов. Ниже приводятся списки наиболее значимых природных объектов и крупнейших населённых пунктов Пензенской области с характеристиками их этимологии.

### Гидронимы
- Хопёр — в документе 1389 года упоминается как Похорь-река; в XV—XVII веках — Хопор, Похор, Похорь. По оценке Е. М. Поспелова, если считать исходной формой Похор, можно допустить возможность перестановки звуков и превращения в Хопор с последующим смягчением в Хопёр. В основе исходной формы славянский корень пьх- «толкать», отражающий в названии скорость течения реки[4].
- Сура — существует несколько версий этимологии гидронима. Согласно одной из них, возможно, происходит от горномарийского «шур» означающего «рог» (рог животного)[5]. По оценке Е. М. Поспелова, у мордвы река называется Сура, иногда Суро, в языке горных мари Шур, сравнить с удмуртским шур «река», коми шор «ручей». Всё это позволяет предполагать образование гидронима Сура из термина «река» на вымершем финно-угорском языке Поволжья[6].
- Мокша — некоторые исследователи считали формант -кша финно-угорским. Ф. И. Гордеев сопоставлял гидроним с лит. makasynė «грязь, слякоть», Ю. В. Откупщиков — с лит. mokšė «болото»[7][8]. Вероятно, название оставлено древним индоевропейским населением Поочья, говорившим на языке, близком к балтийским. Гидроним сопоставим с индоевропейской основой meksha, означавшей «проливание, утекание». Предполагают, что в языке индоевропейских аборигенов мокша означала «поток, течение, река» и как термин входила в ряд гидронимов (реки Ширмокша, Мамокша и другие)[9].
- Ворона — в основе гидронима скорее всего лежит древнефинно-угорское слово вор, вур — «лес», ворайн (коми) — «лесная»[10].
- Вад — по оценке Е. М. Поспелова, от морд. «вадь» — вода[11]. По мнению Э. М. Мурзаева, вад — «лесное озеро, зарастающее озеро на речных террасах среди сфагновых болот; непроточное болотистое озеро, глубокое озеро с топкими берегами»[12]. Ф. И. Гордеев топооснову вад соотносит со словом коми вад «топкая болотистая местность, топь, трясина; луговое непроточное озеро» и с манс. вата — «берег; край», полагая, что вад является балтийским наследием в финно-угорских языках. В латышском языке есть вада — «залежь в лесу; бывшее русло реки; болото»[13].
- Уза — вопрос с этимологией не решён. Названия того же топонимного ряда в Самарской, Нижегородской областях, Республике Коми; есть озеро Узы под Кадомом, Тауза — правый приток Медведицы под городом Петровском. Ареал гидронимов этого типа тяготеет к финско-пермскому и татарскому регионам. По оценке М. С. Полубоярова, скорее всего, древняя форма названия восходит всё же к финно-угорскому апеллятиву «рукав», которое затем было переиначено завоевателями на монгольский лад — ус, озвончено пензенскими татарами — в уз, переделано русскими — в Уза (поскольку слово «река» женского рода и требует соответствующего грамматического оформления)[14].
- Выша — название реки восходит к финно-угорским словам, связано с марийском виш — «раскрытый» и коми вис — «протока»[15].
- Сердоба — существуют различные предположения о происхождении название реки, наиболее вероятное — от тюркского мужского имени Сарт и термина оба — «племя, семья». «Сартаба» — в таком виде гидроним встречается во многих исторических источниках.
- Кадада — значение трудно определить из-за множественности допустимых значений. По мнению М. С. Полубоярова, в основе гидронима Кадада можно видеть мордовские термины кадозь — «оставленный, брошенный» (о землях) или кодазь — «переплетающаяся» (об имеющейся здесь густой сети речных меандр). Учитывая расположение Кадады на периферии Булгарского царства, субстрат Када мог образоваться в связи с принадлежностью земель некоему булгарину Кадаю, Кадею (сравните: Канадей). Либо от чувашского ката — «роща, лиственный лес», «опушка, край леса», «даль, отдаление», но это менее вероятно[16].
- Исса — название предположительно происходит от финно-угорского слова иса, которое переводится как «большой, великий»[11].

### Ойконимы
- Белинский — возник как село Чембар, названное по одноимённому гидрониму, с 1784 года — город с тем же названием. В 1948 году переименован в Белинский по фамилии русского литературного критика и публициста В. Г. Белинского, который родился и провёл детство в этом городе. Этимология гидронима Чембар не установлена, предположительно он имеет татарское происхождение[17].
- Городище — селение Городище возникло во второй половине XVI века на уже обжитом месте: русское городище — «место, где раньше был город»; с 1780 года — город Городище[18].
- Заречный — Указом Президиума Верховного Совета РСФСР от 12 августа 1958 года № 724/4 был образован Заречный район города Пензы, который 10 декабря 1958 года был выделен в город областного подчинения с присвоением ему наименования Заречный. Постановлением Совета Министров СССР от 3 марта 1962 № 223—107 вместо города областного подчинения Заречного создана закрытая зона Пенза-19. В январе 1992 года городу было возвращёно историческое название Заречный решением Малого Совета от 29 декабря 1991 года № 31. Вплоть до 1994 года город отсутствовал на всех картах.
- Каменка — селение Каменка возникло в XVIII веке; название связано с каменистым характером грунта. В 1951 году преобразовано в город с тем же названием[19].
- Кузнецк — возник в конце XVII века как деревня Труево на берегу реки Труёв; гидроним дорусского происхождения с древнемордовским формантом -ёв — «вода, река». В 1699 году в деревне возведена церковь во имя Воскресения Христова, после чего она становится селом Труево-Воскресенское; в XVIII веке по фамилии владельца называется Нарышкино. В 1780 году преобразовано в город и в связи с относительной развитостью в нём кузнечного промысла переименовано в Кузнецк[20].
- Нижний Ломов — основан в 1636 году на реке Ломовка (она же Ломова, Ломовая) как укрепление, селение при котором называлась Ломовская слобода. С 1780 года — город Нижний Ломов. Название реки и города от русского лом — «болото, пойменный луг с кочкарником и мелколесьем», «бурелом, завал поваленного леса»;определение «нижний» указывало на положение по течению реки сравнительно с городом Верхний Ломов (ныне село)[21].
- Никольск — в XIX веке село Никольское, оно же Пестровка. Первое название по церкви, второе по антропониму: фамилия «Пестрый» известна с XV века. Позже эти два названия объединены в Никольская Пестровка. В 1954 году образован город с названием Никольск[22].
- Пенза — в отношении происхождения и значения ойконима у топонимистов нет единого мнения. Можно считать достоверным, что город получил своё название от гидронима — реки Пензы, на берегах которой он расположен, при этом река получила название намного раньше появления города. По некоторым оценкам, этот гидроним представляет собой русскую переделку мордовского слова «пинесар», что значит «собачий приток»[23]. Есть предположения, что термин «пензя» заимствован из индоиранских языков[24]. По другим версиям, название происходит от самодийской (ненецкий язык) или финно-угорской (эрзянский язык) языковых групп, а также от личного мужского древнемордовского имени Пиянза, Пьянза[25]. Имеется также гипотеза о болгарско-чувашском происхождении топонима «Пенсу» («тысяча родников»)[23]
- Сердобск — известен с 1699 года как Сердобинская слобода, с середины XVIII века — село Большая Сердоба. Название по расположению на реке Сердоба (см.). Гидроним из мордовского сярдо — «олень, лось». С 1780 года — уездный город Сердоб; позже, под влиянием названия Сердобский уезд, в употреблении закрепилась форма Сердобск[26].
- Спасск — первоначально на месте нынешнего города существовало село Богданово, позже по церкви называвшееся Спасское и в 1779 году преобразованное в город Спасск. В 1779 году для отличия от города Спасск Рязанской губернии было предписано к названию города добавить название реки, на которой он расположен:Спасск-на-Студенце. В 1929 году Спасск Рязанской губернии переименовали в Спасск-Рязанский, и необходимость в этом добавлении отпала. В 1925—2005 годах город именовался Беднодемьяновск в честь советского литератора Демьяна Бедного[27].
- Сурск — возник не ранее 1860 года как хутор, выделившийся из села Никольское, названного по церкви Николая Чудотворца. В послеоктябрьское время официально назывался Никольский Хутор. В 1953 году преобразован в город и переименован в Сурск по расположению на реке Сура[28].